# Газель індійська
Індійська газель (лат. Gazella bennettii) або чінкара — вид газелей, що мешкає в Азії .

## Морфологія
Довжина індійської газелі становить близько одного метра, а вага становить приблизно 25 кг. Висота в плечах приблизно 65 см. Її шерсть на верхній стороні тіла і на боках забарвлена в червонувато-коричневий колір, нижня сторона набагато світліша, майже біла. Від очей до рота тягнуться дві темно-коричневі смужки. Довжина рогів у самців складає в середньому близько 20 см, проте відомі особини, у яких вони досягали і 39 см.

## Поширення
Індійські газелі зустрічаються в південному Ірані, у Пакистані, а також у північній Індії. Їх сферою проживання є сухі і відкриті місцевості, такі як степи і пустелі.

## Поведінка
Індійські газелі живуть в стадах від трьох до тридцяти особин, проте іноді зустрічаються і поодинці. Особливо активні ці полохливі тварини вранці і протягом вечірніх сутінків. Як і більшість інших видів газелей, вони здатні довгий час обходитися без води.

## Статус загрози
Через інтенсивне полювання, популяції індійських газелей в Ірані і Пакистані значно скоротилися. Їх чисельність в Індії зберігається на досить стабільному рівні і оцінюється в 100 тисяч тварин. Таким чином, індійська газель офіційно не входить у коло видів, які перебувають під загрозою вимирання.